# Porogramme
Porogramme là một chi nấm thuộc họ Polyporaceae.